# 錢冠州
錢冠州，中華民國外交官。畢業於國立政治大學外交學系學士、國立中正大學戰略暨國際事務研究所碩士，曾任駐舊金山臺北經濟文化辦事處秘書、外交部常務次長辦公室機要秘書、外交部歐洲司東歐小組長／國會事務辦公室資訊小組長、駐紐約臺北經濟文化辦事處組長、國家安全會議秘書長室秘書、外交部機要事務辦公室簡任秘書、北美事務協調委員會副秘書長、駐邁阿密臺北經濟文化辦事處總領事銜處長、駐貝里斯大使等職務。

## 職業生涯
2018年3月，中華民國外交部為落實駐外人員年輕化，有3名50歲以下的外交官調派美國擔任處長，包括駐邁阿密辦事處長錢冠州、駐芝加哥辦事處長黃鈞耀、駐波士頓辦事處長徐佑典等人。
2019年1月，駐邁阿密辦事處長錢冠州在美屬維京群島總督布萊恩的見證下，與該政府官員簽署《中華民國（臺灣）與美屬維京群島相互承認駕照協議》。
2020年11月，中華民國的邦交國宏都拉斯接連遭受強烈颶風伊塔、約塔侵襲。12月，駐邁阿密辦事處長錢冠州與當地臺商會長將募集到的1萬個醫療口罩等民生用品捐贈給宏都拉斯，由該國駐邁阿密總領事狄亞士（Jose Roberto Diaz）代表接受。
2021年3月，駐邁阿密辦事處長錢冠州即將接任駐貝里斯大使，佛羅里達州的迈阿密-戴德县政府「亞裔事務委員會（Asian American Advisory Board）」頒贈錢冠州感謝狀與郡鑰；劳德代尔堡市亦明訂2021年3月20日為「感謝錢冠州日（David K.C. Chien Appreciation Day）」。
駐邁阿密辦事處長期間，錢冠州多次投書當地媒體，對於中華人民共和國施壓全球的航空公司，要求配合「一個中國」原則更改臺灣的名稱、中華民國參與世界衛生組織（WHO）、WHO幹事長谭德塞對於臺灣的指控等問題發表看法。